# Yūto Uemura
Yūto Uemura (上村 祐翔 Uemura Yūto?,  Prefectura de Saitama, Japón, 23 de octubre de 1993) es un actor, seiyū y cantante japonés, afiliado a Himawari Theatre Group. Algunos de sus papeles más destacados incluyen el de Tsukito Totsuka en Kamigami no Asobi, Tamaki Amajiki en Boku no Hero Academia, Atsushi Nakajima en Bungō Stray Dogs, Jyugo en Nanbaka, Kazuna Masunaga en B-Project: Kodou*Ambitious, Hiro en Darling in the Franxx y Thorfinn en Vinland Saga.

## Biografía
Uemura nació el 23 de octubre de 1993 en la prefectura de Saitama, Japón. Debutó como actor de voz en 2002 con el anime Cyborg 009. Se graduó de la universidad en marzo de 2016. Ese mismo año, protagonizó su primer anime, Bungō Stray Dogs, dando voz al personaje de Atsushi Nakajima. En 2017, comenzó su carrera musical bajo el sello discográfico Kiramune, una rama de Bandai Visual.

## Filmografía

### Televisión
- Bakuryū Sentai Abaranger (2003) - Lad (cameo)
- Tokusō Sentai Dekaranger (2004) - Hikaru Hiwatari (cameo)
- Fūrin Kazan (2007) - Yokichi Kuzurasa (cameo)
- Maō (2008) - Hitoshi Kasai (joven)
- Karyū no Utage (2011) - Takuya Honda (cameo)
- Tokusō Sentai Dekaranger: 10 Years After (2015) - Hikaru Hiwatari

### Anime
| Año  | Título                                                  | Papel                                    |
| ---- | ------------------------------------------------------- | ---------------------------------------- |
| 2002 | Cyborg 009                                              | Aro, Black Ghost (niño)                  |
| 2004 | Zipang                                                  | Yousuke (niño)                           |
| 2005 | Monster                                                 | Johan Liebert (joven)                    |
| 2008 | Michiko to Hatchin                                      | Massan                                   |
| 2013 | Gatchaman Crowds                                        | Sanada                                   |
| 2014 | Kamigami no Asobi                                       | Tsukito Totsuka                          |
| 2014 | Mushishi: Next Passage                                  | Rokusuke                                 |
| 2016 | Aikatsu Stars!                                          | Nozomu Igarashi                          |
| 2016 | B-Project: Kodō Ambitious                               | Kazuna Masunaga                          |
| 2016 | Bungō Stray Dogs                                        | Atsushi Nakajima                         |
| 2016 | Bungō Stray Dogs Season 2                               | Sakunosuke Oda (joven); Atsushi Nakajima |
| 2016 | Nanbaka                                                 | Jyugo                                    |
| 2017 | ACCA: 13-ku Kansatsu-ka                                 | Magi                                     |
| 2017 | Mahō Tsukai no Yome                                     | Matthew                                  |
| 2018 | Boku no Hero Academia                                   | Tamaki Amajiki                           |
| 2018 | Captain Tsubasa                                         | Shun Nitta                               |
| 2018 | Boruto: Naruto Next Generations                         | Shinki                                   |
| 2018 | Darling in the Franxx                                   | Code:016 / Hiro                          |
| 2018 | Run with the Wind                                       | Jōjirō Kizuki                            |
| 2018 | Sirius the Jaeger                                       | Yuliy Jirov                              |
| 2018 | Tsurune                                                 | Minato Narumiya                          |
| 2018 | Violet Evergarden                                       | Leon Stephanotis                         |
| 2019 | Ahiru no Sora                                           | Yozan Kamiki                             |
| 2019 | Bungō Stray Dogs Season 3                               | Atsushi Nakajima                         |
| 2019 | Hoshiai no Sora                                         | Riku Itsuse; Sora Itsuse                 |
| 2019 | Shingeki no Kyojin                                      | Grisha Jaeger (niño)                     |
| 2019 | Vinland Saga                                            | Thorfinn Thordarson                      |
| 2019 | B-Project: Zecchō Emotion                               | Kazuna Masunaga                          |
| 2020 | Haikyū!! To The Top                                     | Motoya Komori                            |
| 2020 | Listeners                                               | Ritchie                                  |
| 2020 | Yūkoku no Moriarty                                      | Fred Porlock                             |
| 2020 | Kūtei Dragons                                           | Soraya                                   |
| 2020 | 100-man no Inochi no Ue ni Ore wa Tatte Iru             | Yūsuke Yotsuya                           |
| 2021 | 86: Eighty-Six                                          | Kiriya Nouzen                            |
| 2021 | 100-man no Inochi no Ue ni Ore wa Tatte Iru 2nd Season  | Yūsuke Yotsuya                           |
| 2021 | RE-MAIN                                                 | Minato Kiyomizu                          |
| 2021 | Bungo Stray Dogs Wan!                                   | Atsushi Nakajima                         |
| 2021 | Kyōkai Senki                                            | Gashin Tezuka                            |
| 2021 | Yūkoku no Moriarty 2nd Season                           | Fred Porlock                             |
| 2023 | Bungō Stray Dogs Season 4                               | Atsushi Nakajima                         |
| 2023 | Ayaka: A Story of Bonds and Wounds                      | Yukito Yanagi                            |
| 2023 | Bungō Stray Dogs Season 5                               | Atsushi Nakajima                         |
| 2023 | Hypnosis Mic: Division Rap Battle: Rhyme Anima Season 2 | TBH                                      |
| 2023 | Tsurune Season 2                                        | Minato Narumiya                          |
| 2023 | Vinland Saga Season 2                                   | Thorfinn Thordarson                      |
| 2024 | Ao no Miburo                                            | Ayame                                    |

### OVA
- Assassination Classroom (2013) - Yūma Isogai

### Películas de anime
- Bonobono: Kumomo no Ki no Koto (2002) - Bonobono
- Bungō Stray Dogs: Dead Apple (2018) - Atsushi Nakajima

### Videojuegos
- Kamigami no Asobi (2013) - Tsukito Totsuka
- Kamigami no Asobi InFinite (2015) - Tsukito Totsuka
- Yumeiro Cast (2015) - Hinata Sakuragi
- Kingdom Hearts χ [chi] (2013) - Ephemer

### Doblaje
- A.I. Inteligencia artificial - David (Haley Joel Osment)
- The Ring - Aidan Keller (David Dorfman)

## Música

### Kamigami no Asobi
- Interpretó el opening TILL THE END y el ending REASON FOR..., en compañía de Miyu Irino, Daisuke Ono, Hiroshi Kamiya, Toshiyuki Toyonaga y Yoshimasa Hosoya

### Otras Interpretaciones
- Junto con Mamoru Miyano y Yoshimasa Hosoya participó del miniálbum Character Song Mini Álbum Sono Ichi de Bungō Stray Dogs. En su semana de lanzamiento llegó al puesto 12 en el ranking de ventas japonés, con 3.321 copias vendidas.
- Formó parte del Yumeiro Cast junto a Yū Hayashi, Toshiyuki Toyonaga, Yūki Ono, Ryōta Ōsaka, Natsuki Hanae y Tasuku Hatanaka.